# Brand X (группа)
Brand X — музыкальный коллектив, исполнявший инструментальную музыку в стиле джаз-фьюжн, годы активных выступлений которого были в промежуток с 1975-го по 1980-й и в промежуток с 1992-го по 1999-й. Основными участниками коллектива изначально были Фил Коллинз — ударные, Майк Кларк (Mike Clark) — ударные, Перси Джонс (Percy Jones) — (бас-гитара), Джон Гудсалл (John Goodsall) — гитара и Робин Ламли (Robin Lumley) — клавишные.
В 1992 году Джон Гудсалл и Перси Джонс основали новое трио под старым названием Brand X. Третьим в коллективе стал ударник Фрэнк Катц (Frank Katz).

## Дискография

### Студийные альбомы
- Unorthodox Behaviour (1976)
- Moroccan Roll (1977)
- Masques (1978)
- Product (1979)
- Do They Hurt?  (1980)
- Is There Anything About?  (1982)
- Xcommunication (1992)
- Manifest Destiny (1997)
- Missing Period (записан в 1975—1976, издан в 1997)

### Концертные альбомы
- Livestock (1977)
- Live at the Roxy L.A.  (1996)
- Timeline (2000)

### Сборники
- X-Files: A 20 Year Retrospective (1999), сборник, включающий материал сторонних музыкальных проектов.
- Trilogy (2003)